# U 376 (Kriegsmarine)
De U 376 was een type VIIC U-boot van de Duitse Kriegsmarine tijdens de Tweede Wereldoorlog. Hij stond onder commando van Oberleutnant Friedrich-Karl Marks. Hij zou op 13 april 1943 vermist zijn in de Golf van Biskaje. 

## Dienstgeschiedenis
De boot verliet Bergen in Noorwegen op 30 januari voor zijn 6e patrouille. De volgende dag om 00:57 verloor men de derde wachtofficier. Hij zou vermoedelijk overboord zijn geslagen. De U 376 keerde terug naar Bergen, ook in de hoop de overboord geslagen man nog terug te vinden in zee. Men vond hem niet meer terug. In Bergen kwam een vervanger aan boord en vertrok de U-boot op dezelfde dag nog op patrouille.
De U 376 werd sinds 13 april 1943 als vermist gemeld. Er was geen verklaring voor dit verlies. Hierbij vielen 47 doden waaronder commandant Friedrich-Karl Marks.
(Laatste herziening door Axel Niestlé gedurende november 1996). De U 376 was eerder gemeld als gezonken op 10 april 1943 in de Golf van Biskaje, ten westen van Nantes, Frankrijk, in positie 46° 48′ 0″ NB, 9° 0′ 0″ WL door dieptebommen van een Britse Vickers Wellington-vliegtuig (Squadron 172/C).
Deze aanval was in feite gericht tegen de U 456 met lichte toegebrachte schade.
De U-boot was uitgestuurd voor een speciale opdracht met codenaam "Elster", tot het oppikken van een Duitse marineofficier, die ontsnapt was uit een POW-kamp op de North Point van Prince Edward Island in Canada. 